# Shensuo
Shensuo (chineză: 神梭) fostul Interstellar Express este un program propus de Administrația Națională Spațială Chineză, conceput pentru a explora heliosfera și spațiul interstelar. Programul va cuprinde două sonde spațiale care vor fi lansate în 2024 și vor urma traiectorii diferite pentru a vizita planeta Jupiter, care le va ajuta să iasă din Sistemul solar. Prima sondă, IHP-1, se va deplasa spre capul heliosferei, în timp ce cea de-a doua sondă, IHP-2, va zbura aproape de coada heliosferei, trecând pe lângă Neptun și Triton în ianuarie 2038. Este posibil să mai existe o altă sondă – IHP-3 – care ar urma să fie lansată în 2030 pentru a explora jumătatea nordică a heliosferei. IHP-1 și IHP-2 ar fi a șasea și a șaptea sondă spațială care vor părăsi Sistemul Solar, precum și primele sonde din afara NASA care vor atinge acest statut.

## IHP-1

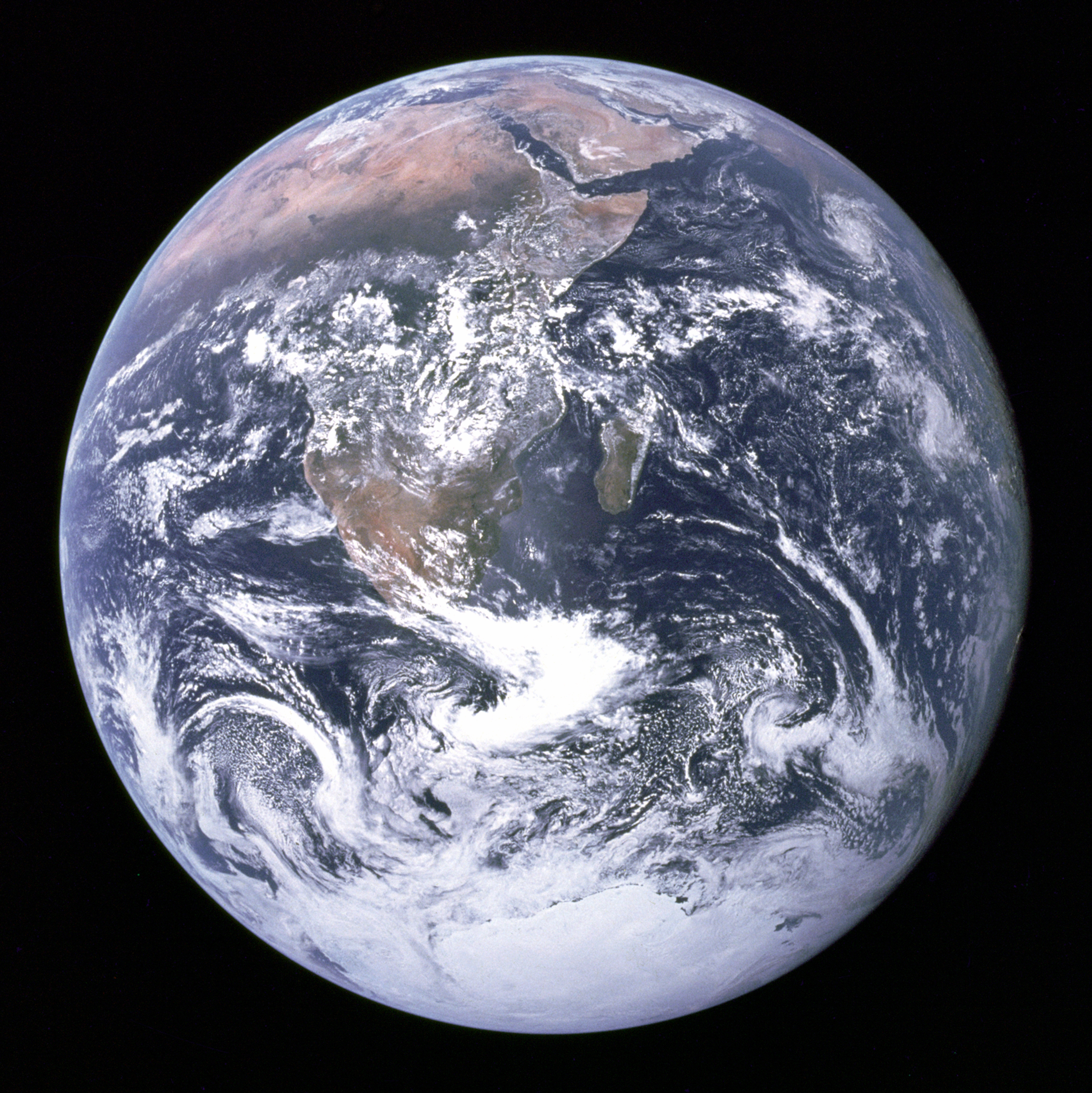
Pământ (2x asistență gravitațională)
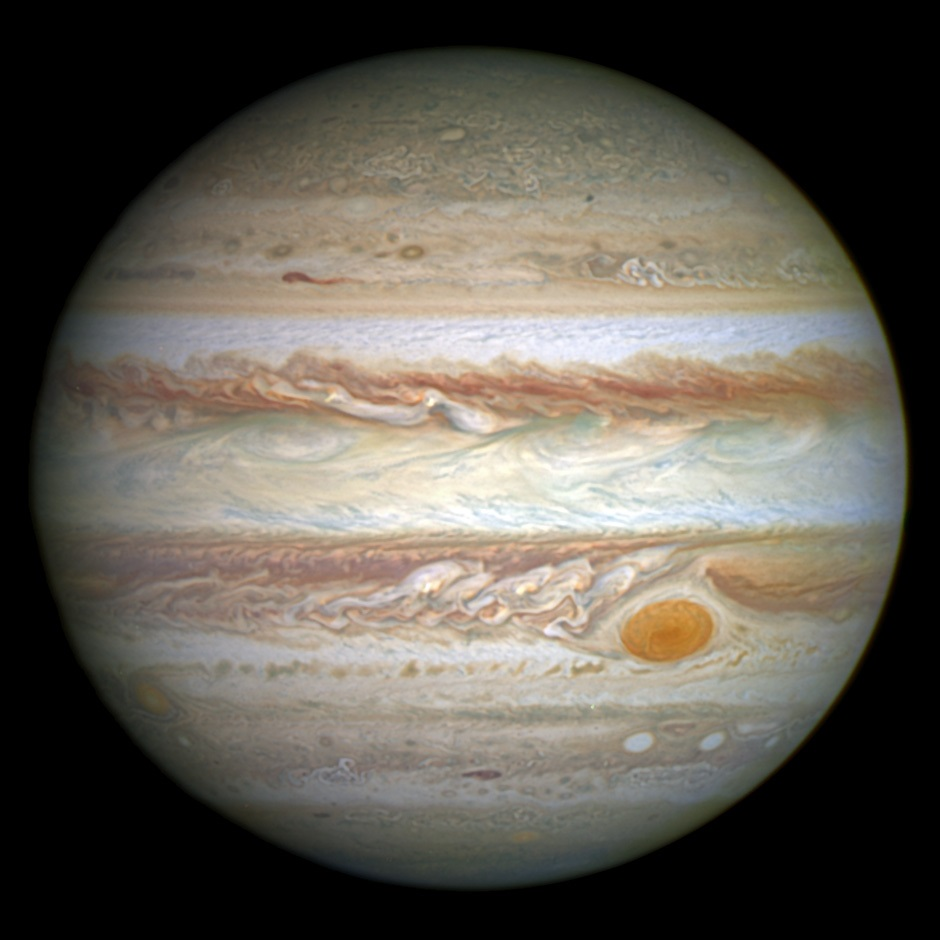
Jupiter (survol)
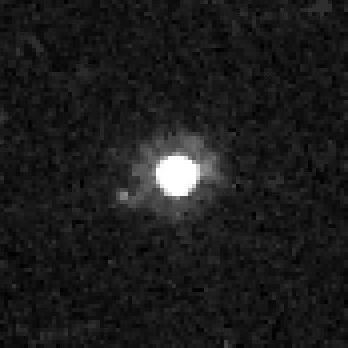
Quaoar și Weywot (survol)

## IHP-2

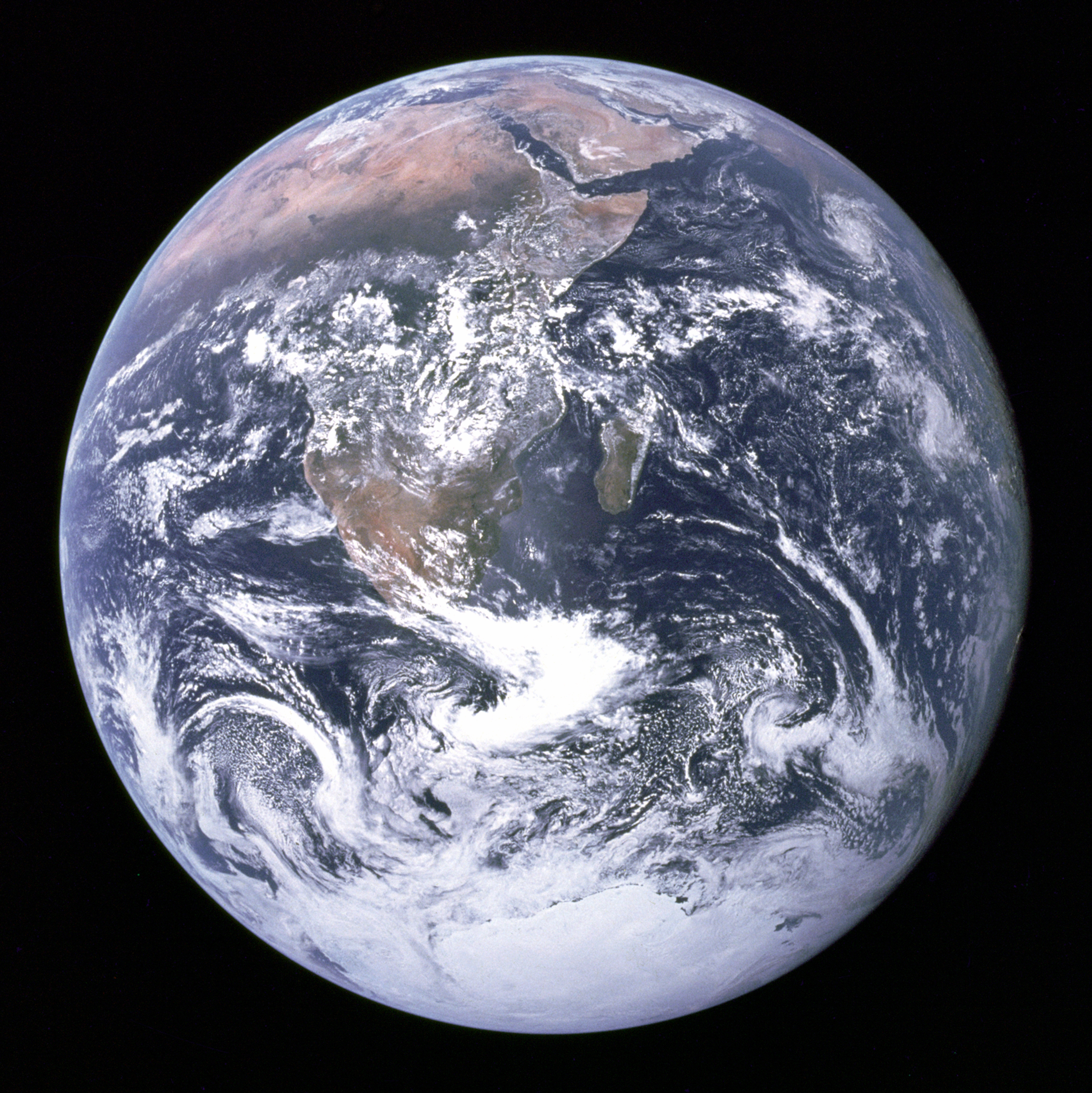
Pământ (2x asistență gravitațională)
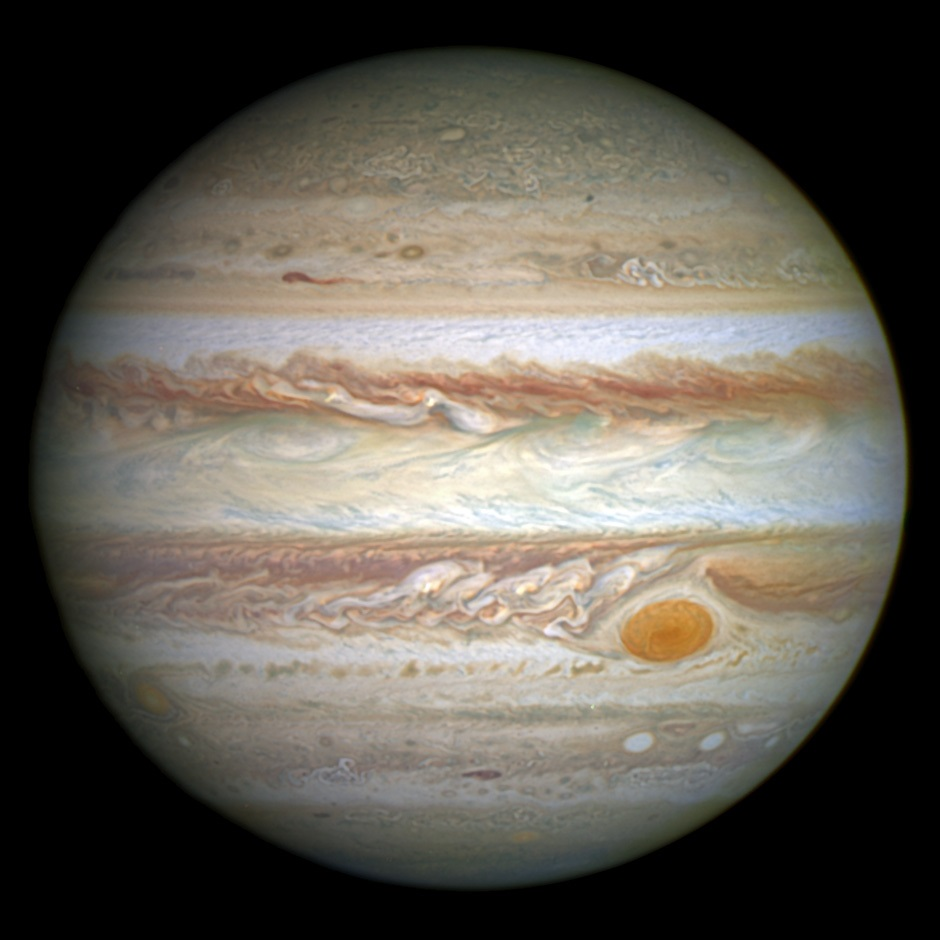
Jupiter (survol)
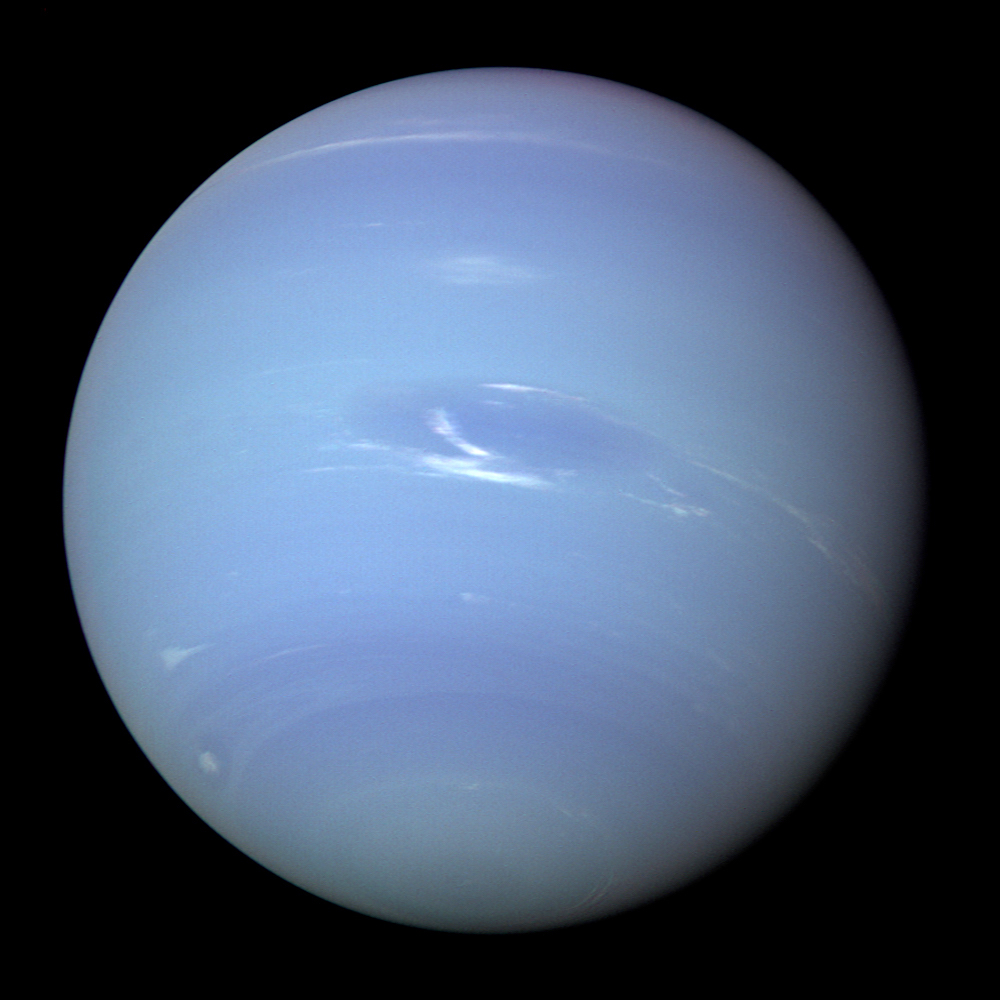
Neptun (survol)
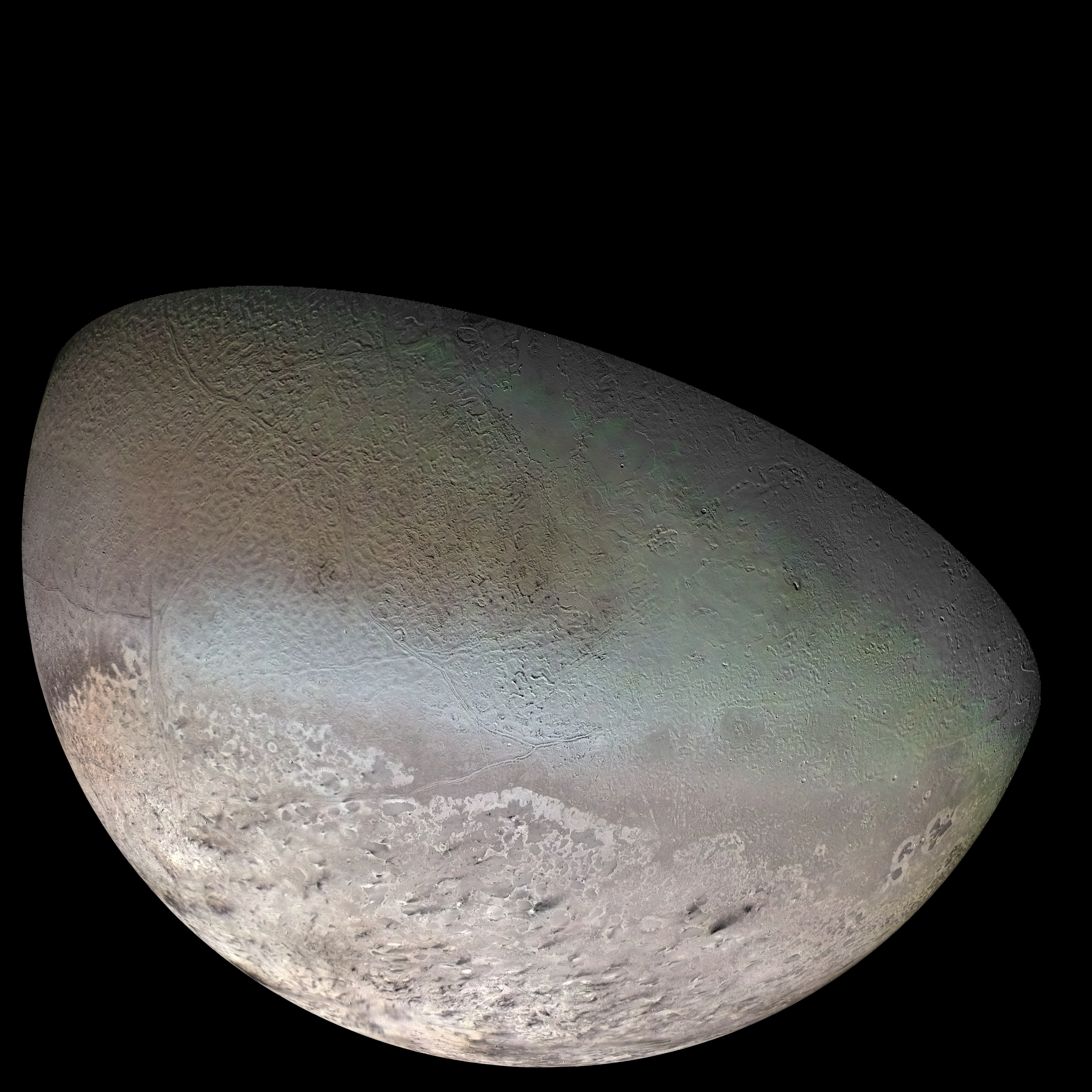
Triton (survol)